# Tom Kåre Staurvik
Tom Kåre Staurvik (Bodø, 13 febbraio 1970) è un allenatore di calcio ed ex calciatore norvegese, di ruolo centrocampista.

## Carriera

### Giocatore

#### Club
Staurvik cominciò la carriera con la maglia del Bodø/Glimt. Contribuì alla vittoria della Coppa di Norvegia 1993 e al secondo posto finale in campionato, nella stessa stagione. Passò poi al Rosenborg, club con cui vinse due edizioni consecutive della Tippeligaen, oltre ad un'altra Norgesmesterskapet.
Si trasferì in seguito agli olandesi del NAC Breda. Rientrò poi in patria, ancora al Bodø/Glimt, per accordarsi poi con i cinesi dello Shanghai Shenhua. Nel 2002 firmò un contratto con gli svedesi del GIF Sundsvall. Esordì nella Allsvenskan il 17 agosto, nel successo per 1-0 sul Landskrona.
Nel 2004 giocò per il Fauske/Sprint, per poi ritirarsi.

#### Nazionale
Staurvik giocò 2 partite per la Norvegia. Esordì l'11 agosto 1993, sostituendo Erik Mykland nel successo per 0-7 sulle Fær Øer.

### Allenatore
Fu allenatore dello Harstad. Sul finire del 2011, tornò al Bodø/Glimt per ricoprire il ruolo di assistente del tecnico Cato Hansen.

## Statistiche

### Cronologia presenze e reti in Nazionale
| Cronologia completa delle presenze e delle reti in nazionale ― Norvegia | Cronologia completa delle presenze e delle reti in nazionale ― Norvegia | Cronologia completa delle presenze e delle reti in nazionale ― Norvegia | Cronologia completa delle presenze e delle reti in nazionale ― Norvegia | Cronologia completa delle presenze e delle reti in nazionale ― Norvegia | Cronologia completa delle presenze e delle reti in nazionale ― Norvegia | Cronologia completa delle presenze e delle reti in nazionale ― Norvegia | Cronologia completa delle presenze e delle reti in nazionale ― Norvegia |
| Data                                                                    | Città                                                                   | In casa                                                                 | Risultato                                                               | Ospiti                                                                  | Competizione                                                            | Reti                                                                    | Note                                                                    |
| ----------------------------------------------------------------------- | ----------------------------------------------------------------------- | ----------------------------------------------------------------------- | ----------------------------------------------------------------------- | ----------------------------------------------------------------------- | ----------------------------------------------------------------------- | ----------------------------------------------------------------------- | ----------------------------------------------------------------------- |
| 11-8-1993                                                               | Toftir                                                                  | Fær Øer                                                                 | 0 – 7                                                                   | Norvegia                                                                | Amichevole                                                              | -                                                                       | 46’                                                                     |
| 19-1-1994                                                               | San Diego                                                               | Costa Rica                                                              | 0 – 0                                                                   | Norvegia                                                                | Amichevole                                                              | -                                                                       | 77’                                                                     |
| Totale                                                                  |                                                                         | Presenze                                                                | 2                                                                       |                                                                         | Reti                                                                    | 0                                                                       |                                                                         |

## Palmarès

### Giocatore

#### Club

##### Competizioni nazionali
- Coppa di Norvegia: 2

Bodø/Glimt: 1993
Rosenborg: 1995
- Campionato norvegese: 2

Rosenborg: 1995, 1996